# NGC 10
NGC 10 és una galàxia espiral a la constel·lació de l'Escultor.

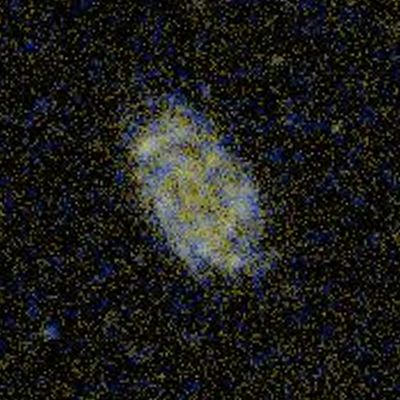
NGC 10 GALEX (ultravioleta)